# Louis Krages
Louis Krages (pseudonim: John Winter, ur. 2 sierpnia 1949 roku w Bremie, zm. 11 stycznia 2001 w Atlancie) – niemiecki biznesmen i kierowca wyścigowy.

## Kariera
Krages rozpoczął karierę w międzynarodowych wyścigach samochodowych w 1978 roku od startów w klasie German Racing Championship. Z dorobkiem dziesięciu punktów uplasował się na 23 pozycji w klasyfikacji generalnej. W późniejszych latach Niemiec pojawiał się także w stawce Procar BMW M1, European Endurance Championship, FIA World Endurance Championship, IMSA Camel GTP Championship, All Japan Sports-Prototype Championship, World Sports-Prototype Championship, Supercup, Porsche 944 Turbo Cup, Interserie Div. 1, All Japan Sports Prototype Car Endurance Championship, 24-godzinnego wyścigu Le Mans, Sportscar World Championship, Deutsche Tourenwagen Meisterschaft oraz International Touring Car Championship.

## Śmierć
11 stycznia 2001 Niemiec popełnił samobójstwo w swoim domu w Atlancie, po miesiącach życia w depresji.